# مارك جاكسون
مارك جاكسون (بالإنجليزية: Marc Jackson)‏ مواليد 16 يناير 1975 في فيلادلفيا، هو لاعب كرة سلة أمريكي سابق بدأ مسيرته الاحترافية في سنة 1997. تم اختياره من قبل فريق غولدن ستايت ووريورز خلال الدرافت. يبلغ طوله 6 قدم 10 بوصة (2.1 م). اعتزل اللعب في 2010. أحرز خلال مسيرته في الإن بي إيه 3238 نقطة بمعدل 8.4 نقاط في المباراة الواحدة.

## المسيرة الاحترافية
لعب مع نادي طوفاس الرياضي في الدوري التركي في موسم 1997–1998، ثم لعب مع نادي كانتابريا لكرة السلة في الدوري التركي في موسم 1997–1998، ثم لعب مع غولدن ستايت ووريورز من سنة 2000 إلى 2002، ثم لعب مع مينيسوتا تمبر ولفز من سنة 2001 إلى 2003، ثم لعب مع فيلادلفيا سفنتي سيكسرز من سنة 2003 إلى 2005، ثم لعب مع بروكلين نتس في موسم 2005–2006، ثم لعب مع نيو أورلينز بيليكانز من سنة 2005 إلى 2007، ثم لعب مع أولمبياكوس في موسم 2007–2008.

## روابط خارجية
- مارك جاكسون على موقع إن بي أي (الإنجليزية)
- مارك جاكسون على موقع سبورتس رفرنس (الإنجليزية)
- مارك جاكسون على موقع الدوري الإسباني لكرة السلة (الإسبانية)
- مارك جاكسون على موقع كرة السلة الأوروبية.كوم (الإنجليزية)
- مارك جاكسون على موقع كلية كرة السلة في سبورتس رفرنس.كوم (الإنجليزية)
- مارك جاكسون على موقع ريلجم (الإنجليزية)
- مارك جاكسون على موقع بروبوليرز (الإنجليزية)
- مارك جاكسون على موقع سبورتس رفرنس (الإنجليزية)